# Micheline Ostermeyer
Micheline Ostermeyer (Rang-du-Fliers, 23 december 1922 – Bois-Guillaume, 18 oktober 2001) was een Franse atlete en pianiste. Als atlete was zij gespecialiseerd in de werpnummers en het hoogspringen, als pianiste gaf zij over de hele wereld concerten, tot vlak voor haar dood in 2001.
De atlete Micheline Ostermeyer verwierf haar grootste bekendheid door haar deelname aan de Olympische Spelen van 1948 in Londen. Zij won daar de gouden medailles bij het kogelstoten en het discuswerpen en brons bij het hoogspringen. Zij zou de succesvolste atlete van de Spelen zijn geweest, als niet Fanny Blankers-Koen haar met viermaal goud had overtroefd. Tijdens de Spelen van Londen onderhield zij haar ploeggenotes 's avonds met haar pianospel. Na de wedstrijden speelde zij op een oude vleugel de Mondscheinsonate van Beethoven en fuga’s van Bach.

## Biografie

### Pianiste bij Radio Tunis
Kort na haar geboorte in Rang-du-Fliers verhuisde Micheline Ostermeyer naar Tunesië, in die tijd een Franse prefectuur, waar haar familie woonde. Toen zij vier jaar oud was, leerde haar moeder haar pianospelen op de halve Steinway-vleugel uit de muziekwinkel van haar grootvader, die zelf ook muzikaal was; onder andere had hij in Zuid-Bretagne een conservatorium gesticht. Enkele jaren later speelde Micheline al zes uur per dag en toen zij twaalf was, gaf zij haar eerste grote recital. Op haar dertiende werd zij aangenomen op het conservatorium in Parijs en op haar negentiende verdiende zij haar brood als pianiste van Radio Tunis. Vanaf 1944, na de bevrijding van Tunesië, kwam haar carrière van concertpianiste op gang: in een jaar tijd gaf zij dertig concerten in Tunesië, Algerije en Marokko, vaak voor Franse, Engelse en Amerikaanse militairen.

### Atletiek als aanvulling
Al vroeg was Micheline Ostermeyer in Tunesië ook in aanraking gekomen met de atletiek. In 1941, een week na haar baccalauréat, was ze kampioene discuswerpen van Tunesië geworden. En in 1947, tijdens de Noord-Afrikaanse kampioenschappen, het preolympische jaar, had ze bij het discuswerpen goud behaald. Gezien het aantal deelnemers was dat kinderspel geweest. Echt getraind op de discus had ze nog nooit; daarvoor was het sportveld van haar club Orientale in Tunis simpelweg te klein.
Overigens heeft Micheline Ostermeyer de atletiek altijd beschouwd als 'de onmisbare aanvulling op mijn kunst'. De prioriteit lag bij de piano. 'Zelfs op de Spelen van Londen heb ik steeds voor mijn plezier aan de wedstrijden deelgenomen, om me te ontspannen, eerst van mijn muziekstudie en later van mijn concerten', zei ze. 'Ik besteedde vijf uur per dag aan de piano en vijf uur per week aan de sport.' In 1948 kon dat nog. Ostermeyer haalde met de discus 41,92 en met de kogel 13,75 m; de huidige wereldrecords zijn achtereenvolgens 76,80 en 22,63.

### Disciplines
Kogelstoten en hoogspringen waren haar eigenlijke disciplines. Op die onderdelen behaalde zij in juli 1948 goud tijdens de Franse nationale kampioenschappen, die golden als kwalificatietoernooi voor de Olympische Spelen later die maand. Omdat ze tot haar stomme verbazing ook derde werd bij het discuswerpen, plaatste ze zich op drie onderdelen voor Londen. En dus ging ze keihard trainen. Micheline werd door vier bondstrainers onder handen genomen. De ene verbeterde haar draai tijdens de worp, een ander haar greep op de schijf, een derde haar armbeweging en een vierde de positie van haar voeten. Deze investering betaalde zich in Londen dubbel en dwars uit. Ostermeyer won het discuswerpen, dat als eerste onderdeel op het programma stond, met 41,92 en versloeg daarbij de grote favoriete, de Italiaanse Edera Cordiale-Gentile. Vervolgens behaalde zij bij het kogelstoten met een worp van 13,75 een tweede gouden medaille, om ten slotte bij het hoogspringen derde te worden.

### Duel met Fanny Blankers-Koen
Micheline Ostermeyer had met haar bouw (1,79 m en 65 kg) de lengte van een hoogspringster en de kracht van een kogelstootster, een ongebruikelijke combinatie. Zelfs zó ongebruikelijk dat de twee nummers tijdens de nationale kampioenschappen in Bordeaux in 1946 gelijktijdig stonden gepland. Micheline, die drie dagen daarvoor haar eindexamen op het conservatorium had gedaan, moest dus telkens een sprong met een stoot afwisselen. Ook op de horden bleek zij met haar lengte goed uit de voeten te kunnen. Dankzij haar beenlengte van 88 centimeter hoefde ze amper te springen, aangezien de horden op 76 cm hoogte stonden afgesteld. Dat zou zij pas later ontdekken, toen zij in 1950 tijdens de Europese kampioenschappen in Brussel twee medailles won. Eén ervan was een bronzen plak op de 80 m horden. Fanny Blankers-Koen won daar goud. In Londen kwamen de twee nog niet tegen elkaar uit.

### Einde atletiekcarrière
Door een rugblessure moest zij op haar negenentwintigste, nog vóór de Spelen van Helsinki in 1952, de topsport opgeven. Datzelfde jaar trouwde zij met gymleraar René Gazar Ghazarian. Vervolgens leefde zij jarenlang in appartementen en hotels. Ze reisde voor concerten niet alleen door heel Frankrijk, maar ook naar Algerije, Marokko, Tunesië en Syrië. In Teheran trad zij op voor de sjah. Totdat zij door haar twee inmiddels geboren kinderen gedwongen werd haar leven te veranderen en zij lerares werd aan een muziekschool in Lorient, Zuid-Bretagne. Later verhuisde het gezin naar Versailles en kreeg Micheline een baan bij het conservatorium van Saint-Germain-en-Laye, waar zij tot haar pensioen zou blijven werken. Haar concertcarrière kwam pas na haar zeventigste weer tot bloei. Ze bleef tot vlak voor haar dood concerten geven. In de jaren negentig werd ze alsnog onderscheiden met het Legioen van Eer. Er werd een biografie aan haar gewijd en een tv-documentaire. Ze gaf een concert bij een olympisch congres in Lausanne; muziekscholen en sporthallen worden naar haar vernoemd en ook de Prix Micheline Ostermeyer ‘voor een sport zonder geweld en voor fair play’.

### Piano als training voor het discuswerpen
Tijdens haar atletiekloopbaan heeft Micheline Ostermeyer de piano altijd beschouwd als haar gewichtstraining. 'De piano was mijn halter', zei ze. 'Niet de muziek, maar het werk aan de piano dat ik meerdere uren per dag verrichtte, heel mijn leven, heeft de spiertraining voor atleten vervangen. Ik hief geen gewichten of halters, ik speelde vijf of zes uur piano per dag.' Zoals ze voor haar concerten vaak even ging sporten, schoof ze voor een atletiekwedstrijd als het even kon aan de piano. 'De piano is een training voor het discuswerpen', zei ze. 'Ik heb altijd beter greep als ik een paar uur heb gespeeld.'

## Titels
- Olympisch kampioene kogelstoten - 1948
- Olympisch kampioene discuswerpen - 1948
- Frans kampioene 80 m horden - 1950
- Frans kampioene hoogspringen - 1947
- Frans kampioene kogelstoten - 1945, 1946, 1947, 1948, 1950, 1951
- Frans kampioene discuswerpen - 1950
- Tunesisch kampioene discuswerpen - 1941

## Persoonlijke records
| Onderdeel    | Prestatie       | Datum             | Plaats   |
| ------------ | --------------- | ----------------- | -------- |
| hoogspringen | 1,61 m (ex-NR)  | 29 september 1946 | Colombes |
| kogelstoten  | 13,79 m (ex-NR) | 9 mei 1948        | Tunis    |
| discuswerpen | 44,40 m (ex-NR) | 2 juli 1950       | Parijs   |

## Palmares

### 80 m horden
- 1950:  Franse kamp. - 11,5 s
- 1950:  EK - 11,7 s

### hoogspringen
- 1946: 5e EK - 1,57 m
- 1947 :  Franse kamp. - 1,57 m
- 1947:  Wereldstudenten Spelen - 1,56 m
- 1948:  OS - 1,61 m

### kogelstoten
- 1945:  Franse kamp. - 11,49 m
- 1946:  Franse kamp. - 12,13 m
- 1946:  EK - 12,84 m
- 1947:  Franse kamp. - 13,24 m
- 1947:  Wereldstudenten Spelen - 12,73 m
- 1948:  Franse kamp. - 13,31 m
- 1948:  OS - 13,750 m (OR)
- 1950:  Franse kamp. - 13,58 m
- 1950:  EK - 13,37 m
- 1951:  Franse kamp. - ?

### discuswerpen
- 1948:  OS - 41,92 m
- 1950:  Franse kamp. - 43,23 m

### 4 x 100 m
- 1950: 4e EK - 48,5 s

1928: Halina Konopacka ·
1932: Lillian Copeland ·
1936: Gisela Mauermayer ·
1948: Micheline Ostermeyer ·
1952: Nina Romasjkova ·
1956: Olga Fikotová ·
1960: Nina Romasjkova ·
1964: Tamara Press ·
1968: Lia Manoliu ·
1972: Faina Melnik ·
1976: Evelin Schlaak ·
1980: Evelin Jahl ·
1984: Ria Stalman ·
1988: Martina Hellmann ·
1992: Maritza Martén ·
1996: Ilke Wyludda ·
2000: Ellina Zvereva ·
2004: Natalja Sadova ·
2008: Stephanie Brown-Trafton ·
2012: Sandra Perković ·
2016: Sandra Perković ·
2020: Valarie Allman ·
2024: Valarie Allman
1948: Micheline Ostermeyer ·
1952: Galina Zybina ·
1956: Tamara Tysjkevitsj ·
1960: Tamara Press ·
1964: Tamara Press ·
1968: Margitta Gummel ·
1972: Nadezjda Tsjizjova ·
1976: Ivanka Hristova ·
1980: Ilona Slupianek ·
1984: Claudia Losch ·
1988: Natalja Lisovskaja ·
1992: Svetlana Kriveljova ·
1996: Astrid Kumbernuss ·
2000: Janina Koroltsjik ·
2004: Yumileidi Cumbá ·
2008: Valerie Vili ·
2012: Valerie Adams ·
2016: Michelle Carter ·
2020: Gong Lijiao ·
2024: Yemisi Ogunleye
- Bibliothèque nationale de France: cb125153654 (data)
- Gemeinsame Normdatei: 119499924
- World Athletics: 14557477
- International Standard Name Identifier: 0000 0000 7862 8165
- Library of Congress Control Number: n97021419
- MusicBrainz: 0696259a-e691-49b0-936a-8349ebd44f8a
- Nationale Bibliotheek van Polen: a0000003228754
- Système universitaire de documentation: 03439365X
- Virtual International Authority File: 47573195
- WorldCat: E39PBJfWTYr98B83PYDfDYJv73